# Haus Buhl

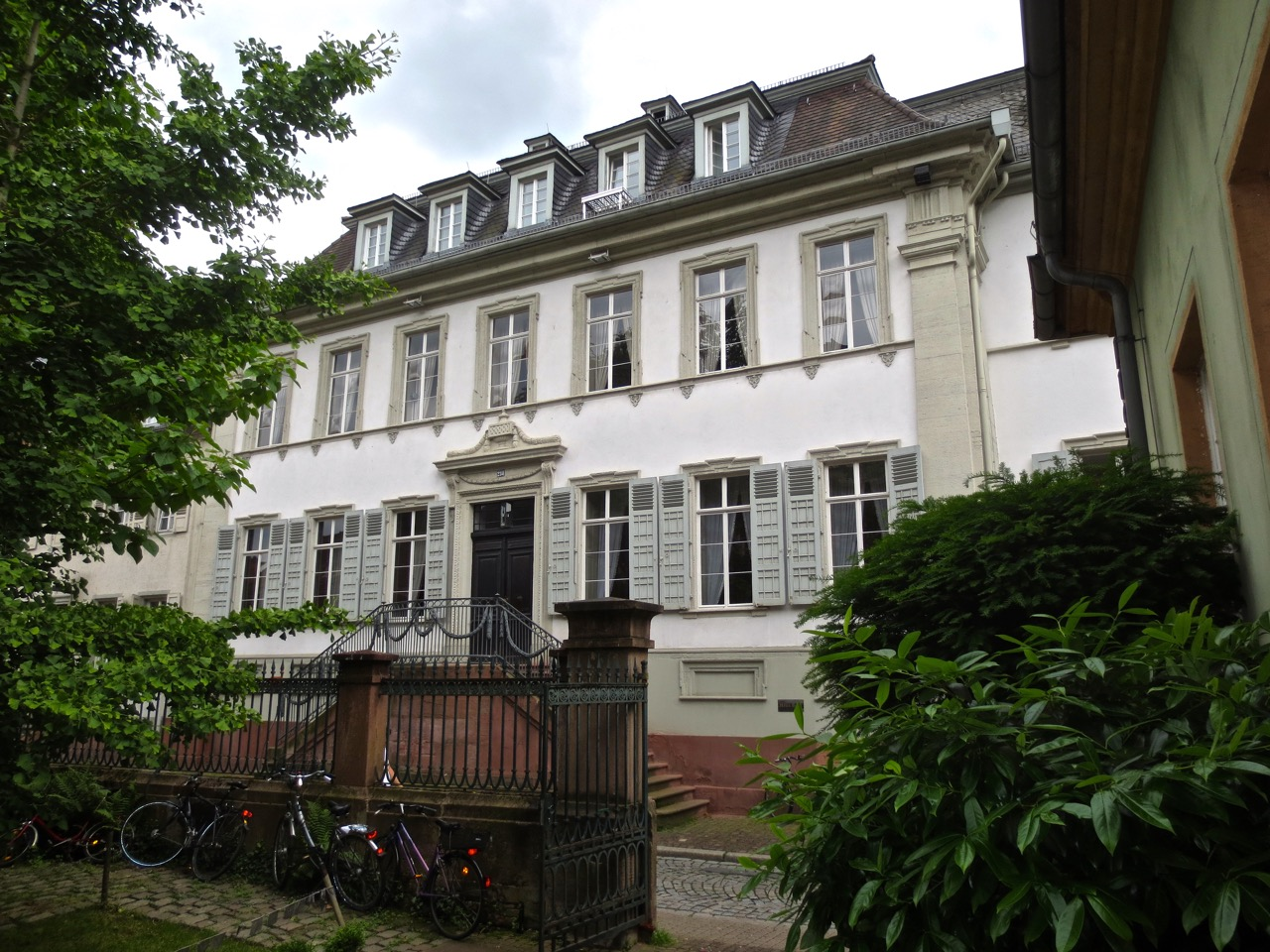
Haus Buhl

Das Haus Buhl ist ein denkmalgeschütztes Gebäude in der Heidelberger Altstadt nahe dem östlichen Stadtzugang.
Der Haupttrakt wurde zwischen 1703 und 1714 für Friedrich Gerhard von Lünenschlos (auch Leuneschloß), Professor an der Universität Heidelberg, erbaut. Das Gebäude wird dem Architekten Johann Jakob Rischer zugeschrieben. 1763 gehörte das Anwesen Freiherr Hugo von Helmstatt und nach mehreren Besitzwechseln ab 1889 Professor Heinrich Buhl, der es der Heidelberger Universität vermachte. Sie nutzt das Palais als Gäste- und Gesellschaftshaus.
Das zweigeschossige Haus mit Mansardwalmdach befindet sich in der Hauptstraße 234, der wichtigsten Straße in der Heidelberger Altstadt,  gegenüber dem Palais Weimar in der Nähe des Karlstors. Die barocke Hauptfassade hat sieben Fensterachsen mit typischen Ohrenfenstern. Das Portal mit der Freitreppe sowie das im Louis-Seize-Stil gehaltene Innere stammen wohl aus der zweiten Hälfte des 18. Jahrhunderts. Das Treppenhaus orientiert sich am Schloss Wiser im nahen Leutershausen. Das Herrenzimmer stammt aus der Buhlschen Zeit 1889–1907.